# Vinte e dois
Vinte e dois (22) é o número natural que segue o 21 e precede o 23.
O 22 é um número composto, que tem os seguintes factores próprios: 1, 2 e 11.
Como a soma dos seus factores é 14 < 22, trata-se de um número defectivo.
Pode ser escrito de três formas distintas como a soma de dois números primos: {\displaystyle 22=3+19=5+17=11+11\,}. Veja conjectura de Goldbach.
Vinte e dois é uma capicua, o oitavo semiprimo, o segundo número de Smith o segundo número de Erdős–Woods, e um número de Perrin, por ser a soma de 10 e 12.
22 é o quarto número pentagonal, o terceiro número piramidal hexagonal, ae o terceiro número heptagonal centrado.
O número máximo de regiões que cinco circunferências intersetadas dividem o plano é 22. É também a quantidade de peças em que um círculo pode ser dividido com seis cortes, o que torna 22 no sétimo número da sequência do cortador preguiçoso.